# Okolica krętarzowa
Okolica krętarzowa (łac. regio trochanterica) – w anatomii człowieka, parzysta okolica kończyny dolnej.
Okolica krętarzowa ma kształt mniej więcej prostokątny, o zaokrąglonych kątach, leży na bocznej powierzchni kończyny dolnej. Każda okolica krętarzowa graniczy z pięcioma innymi okolicami kończyny dolnej: od góry – z okolicą miedniczą, od przodu – z okolicą uda przednią, od dołu – z okolicą uda boczną, od tyłu, dołem – z okolicą uda tylną, a następnie ku górze – z okolicą pośladkową.

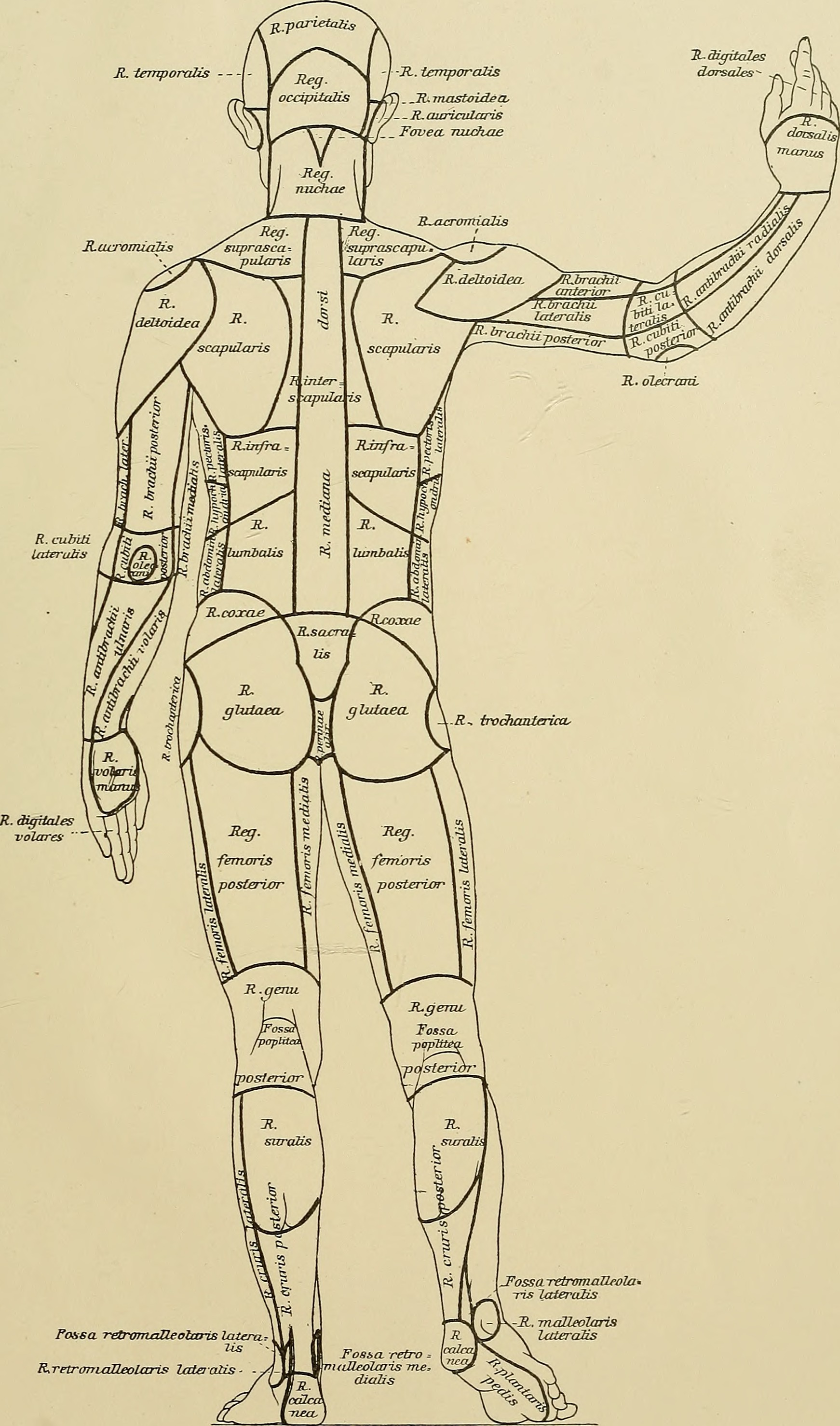
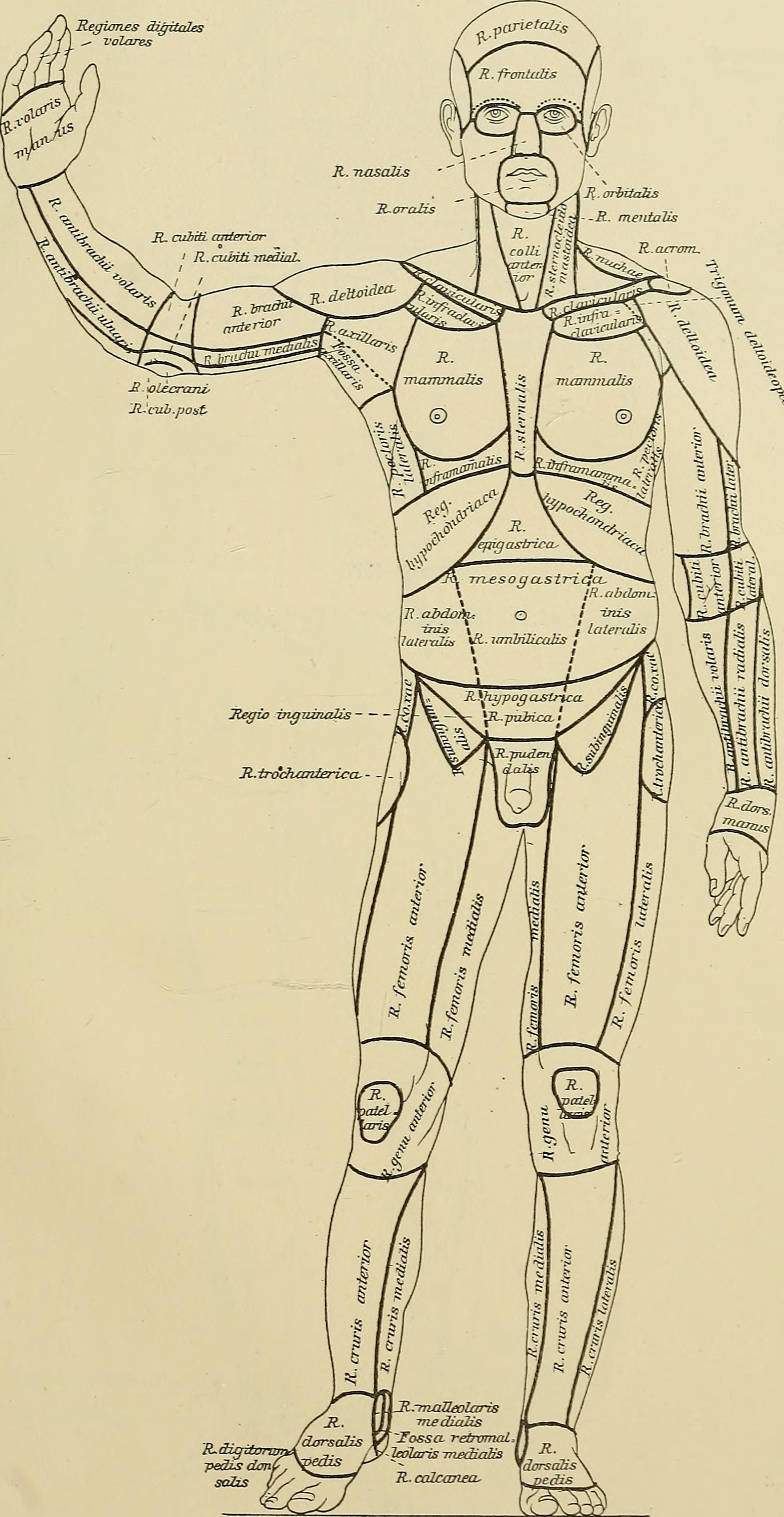

Na ilustracjach z 1921 roku okolica krętarzowa (r. trochanterica) przedstawiana w bardziej owalnym kształcie. Na rzucie sylwetki od tyłu prawa okolica krętarzowa rozrysowana asymetrycznie, bez kontaktu z okolicą uda tylną (reg. femoris posterior).